# アンカラ協定

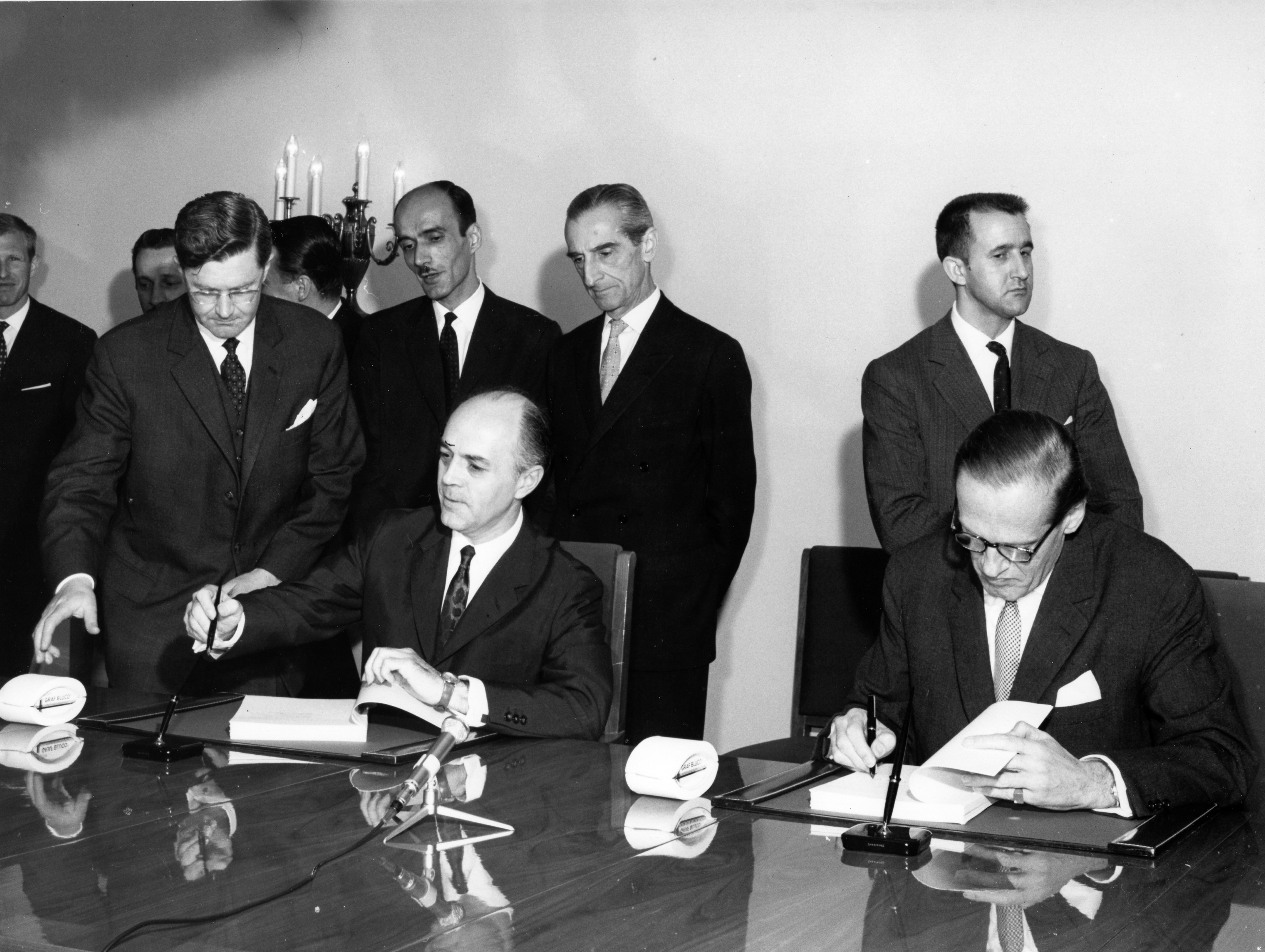
アンカラ協定の署名。左側の人物はハサン・エサト・ウシク、右側の人物はギュンター・ゼーリガー。

トルコと欧州経済共同体の連合協定（英語: Agreement establishing an Association between the European Economic Community and Turkey）、またはアンカラ協定（アンカラきょうてい、トルコ語: Ankara Anlaşması）、アンカラ連合協定（アンカラれんごうきょうてい、英語: Ankara Association Agreement）は、1963年9月12日にアンカラにて、トルコと欧州経済共同体(EEC)の間で締結された連合協定。1959年にトルコがEECとの連合協定締結を申請した後、交渉を経て締結され、1964年12月1日に発効した。協定にはEECからの借款と関税割当が盛り込まれており、EECもトルコもアンカラ協定を政治的勝利と主張した。
1970年に関税同盟締結に向けた追加議定書が締結されたが、オイルショックなどによりトルコの政局が不安定になり、1974年のキプロス侵攻でECとの関係も悪化した。さらに1980年の9月12日クーデターを受けて1982年1月にトルコとECの関係がいったん凍結された。以降関係再開を経て1995年に関税同盟が締結された。

## 経緯
1959年7月31日、トルコは欧州経済共同体(EEC)との連合協定締結（EECへの準加盟）を申請した。当時、トルコの外交政策は歴史背景を理由にギリシャの行動に注視しており、特にギリシャがヨーロッパと手を組んで敵対してくるようなことに敏感だった。そのため、ギリシャがEECとの連合協定締結を申請した数週間後にトルコも同様の申請をした。このほか、トルコは1959年時点で欧州評議会と北大西洋条約機構(NATO)に加盟しており、「ヨーロッパの一員」とみなされることを重視したのも申請した理由の1つとされる。トルコ・EEC間の交渉は9月28日に始まり、EEC閣僚理事会は11月9日に申請を受理した。
1963年9月12日、トルコとEECの連合協定がトルコ首都アンカラで締結された。連合協定の財政議定書第2条では経済援助として欧州投資銀行からトルコへの1億7,500万会計単位（1会計単位は0.88867088グラムの純金と規定）の借款が合意された。このほか、EECからトルコへの関税割当が設定された。協定は1964年12月1日に発効した。EECからの関税割当と借款はほぼ一方的な譲歩であり、トルコ側の義務は加盟の準備期間である5年間の間、経済発展に勤しむことだけだった。一方で借款の金額はトルコが要求した5億の3割程度であり、EECもトルコもアンカラ協定を政治的勝利と主張した。
準備期間中のトルコは経済発展に向けた政策をほとんどとらなかったが、その間にイギリス、アイルランド、デンマーク、ノルウェーが次々と加盟交渉を進めていったため、トルコはEECからの譲歩を引き出すべく、1967年5月に関税同盟への移行期間に向けた交渉を要求した。1967年にギリシャ軍事政権が成立して、EECがギリシャとの協定を凍結したことも一因だった。欧州委員会(EC)はトルコの経済政策の遅れを知っているが、トルコが交渉を強く要求したため、ECは世論の反発を恐れて交渉に同意した。
こうして、1970年11月23日にブリュッセルで追加議定書が締結された。トルコ・EEC間の関税同盟締結に向けた議定書であり、12年かけてトルコの関税障壁を廃止する（一部の製品のみ22年）内容だった。追加議定書は1973年1月1日に発効したが、オイルショックなどの要因によりトルコの外貨準備高が低下し、トルコの政局が不安定になった。1974年にはスュレイマン・デミレルが連立内閣を組閣し、EC加盟に関して各政党の足並みが揃わなかったことで多くの時間が浪費された。さらに同1974年のキプロス侵攻でECとの関係が悪化した。1970年代にはEC加盟の必要条件として民主制が確立されたこともあり、1980年の9月12日クーデターにより1982年1月にトルコとECの関係がいったん凍結された。
トルコとECの関係が1986年9月に再開した後、トルコは1987年にEEC加盟を申請したが、1995年に関税同盟が締結された（1996年1月1日発効）程度であり、EEC加盟には至らなかった。2009年に欧州経済共同体が廃止され欧州連合が設立された後もアンカラ協定はトルコと欧州連合の関係を示す協定として有効である。